# Kiémou
Kiémou  è una città e sottoprefettura della Costa d'Avorio appartenente al dipartimento di Korhogo. Conta una popolazione di 22 422 abitanti (censimento 2014).